# بريط غلوكي
بريط غلوكي (الاسم العلمي:Dipcadi glaucum) هو نوع من النباتات يتبع جنس البريط من الفصيلة الهليونية.